# Baba Sali
Yisrael Abuhatzeira (in arabo إسرائيل أبو حصيرة‎?; in ebraico ישראל אבוחצירא‎?), noto come il Baba Sali (in arabo بابا صلى‎?; in ebraico באבא סאלי‎?, lett. "Padre Orante") (Tafilalet, 26 settembre 1889 – Netivot, 8 gennaio 1984) è stato un rabbino e religioso marocchino, importante figura religiosa dell'ebraismo, cabalista sefardita, rinomato per la presupposta sua abilità di fare miracoli mediante le sue preghiere.

## Biografia

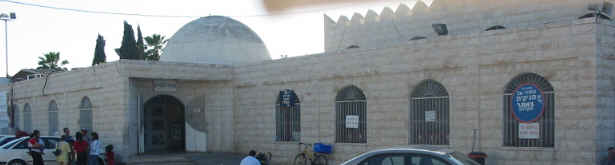
Esterni della tomba di Baba Sali a Netivot, Israele, diventato un santuario di preghiera e pellegrinaggio

Yisrael nacque nel 1889 e crebbe in mezzo a famigliari dediti allo studio della Torah e di grande devozione. La sua famiglia viveva in una vasta tenuta che comprendeva una yeshivah in cui giovani ebrei studiavano notte e giorno. Anche il Beth Din (corte rabbinica) di suo padre, il rabbino Mas'ud, era situato nella proprietà. Suo fratello maggiore, il rabbino David, studiava da solo in una soffitta. Nelle rare volte che Rabbi Mas'ud viaggiava, si copriva gli occhi col mantello per evitare di vedere cose inappropriate. Yisrael discendeva da una rinomata famiglia di studiosi biblici, talmudisti e tzadikkim di tradizione sefardita, conosciuti come baalei mofet (taumaturghi). Nipote di Rabbi Yaakov Abu Hasira, il patriarca di questa famiglia fu Rabbi Shmuel Abuhatzeira di Israele.
Da bambino Yisrael fu un diligente studente della Torah e all'età di dodici anni iniziò a digiunare durante le sei settimane di Shovavim. Sapendo che i suoi genitori non gli avrebbero permesso di continuare tale digiuno, lo teneva nascosto a tutti, finché suo fratello David se ne accorse, vedendo come fosse debole e pallido. Sebbene David lo esortasse a smettere, Yisrael continuò il suo digiuno. Dopo il suo Bar mitzvah, entrò nella yeshivah della famiglia, dove gli studenti si alzavano a mezzanotte per il Tikkun Chatzot e poi studiavano opere cabalistiche fino all'alba, quando smettevano e andavano ad immergersi nella mikveh. Successivamente andavano al servizio liturgico mattutino e infine facevano colazione. Dopodiché si mettevano a studiare la Ghemara, poi recitavano le preghiere pomeridiane e seguivano una lezione (Shiur) di Shulchan Aruch. All'età di sedici anni sposò Freha Amsalem.

### Esilio

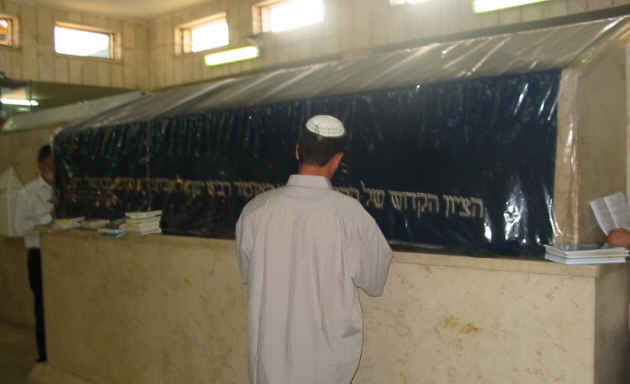
Interni della tomba di Baba Sali, settore uomini

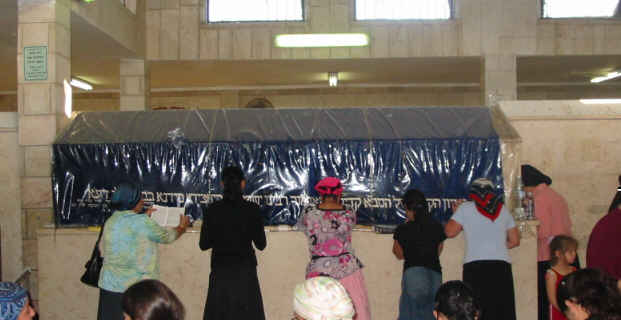
Interni della tomba di Baba Sali, settore donne

Durante la prima guerra mondiale, dopo che la Francia ebbe occupato molte parti del Maghreb, Mulay Muhammad capeggiò una ribellione contro i francesi nella regione vicino a Tafilalet e cacciò l'esercito occupante. Tre anni dopo i francesi ritornarono e bombardarono le fortificazioni dei ribelli, che erano situate vicino ai quartieri ebraici. Con l'esacerbazione del conflitto, Mulay Muhammad proibì a chiunque di entrare o uscire da Tafilalet. La sua campagna militare contro i francesi si estese anche alla locale comunità ebraica, accusata di collaborare con i francesi. Poco dopo Hanukkah 1920, Mulay Muhammad emise un decreto ordinando di massacrare tutti gli ebrei di Tafilalet. David, fratello di Yisrael e rabbino di Tafilalet, cercò di calmare i suoi concittadini impauriti, quando i soldati di Mulay Muhammad giunsero ad arrestarlo; lo legarono sulla bocca di un cannone e lo spararono. Gli ebrei di Tafilalet dovettero pagare un riscatto per riavere i resti della salma e seppellirla.
Dopo questo incidente, la popolazione ebraica di Tafilalet fuggì e si radunò presso l'adiacente città di Erfoud e successivamente a Boudnib, dove a Yisrael fu chiesto di succedere a suo fratello come rabbino, ma Yisrael rifiutò: voleva infatti recarsi in Terra d'Israele per stampare i libri di preghiera (sefarim) di suo fratello. Nel 1922 Yisrael viaggiò in Algeria, Tunisia ed Egitto (dove visitò la tomba di suo nonno Yaakov Abuhatzeira), poi si imbarcò per Giaffa e infine raggiunse Gerusalemme. Lì rimase per un anno, vivendo a casa del rabbino Yosef Yitzchak Shloush, che lo aiutò a pubblicare gli scritti di suo fratello. In seguito ritornò a Boudnib, dove accettò il posto di rabbino e di av beit din della comunità ebraica locale.

### Funerali e tomba
Baba Sali morì nel 1984. Al suo funerale parteciparono circa 100000 persone. La sua tomba a Netivot è diventata luogo di devozione e pellegrinaggio; nell'anniversario della sua morte, molte migliaia di persone vanno a visitare il sepolcro. Due altre persone sono sepolte vicino alla sua tomba: la seconda moglie, Miriam Abuhatzeira, sepolta in un'ala del Sepolcro Baba Sali, insieme a David Bouskila, costruttore e fondatore del complesso funerario. La terza moglie di Baba Sali, Simi Abuhatzeira, che sposò Baba Sali quando aveva 15 anni, è ancora in vita (2013) a Netivot.